# Vámosszabadi híd
A vámosszabadi híd avagy medvei híd (szlovákul: Medveďovský most) a Duna egyik hídja a folyam magyar-szlovák határszakaszán az 1806,4 folyamkilométernél. A híd az E575-ös európai út részét képezi (magyarországi szakaszán, hazai útszámozás szerint a 14-es főút halad végig).

## Története
A híd fontos folyami átkelőhelyen fekszik. Erre utal a közelben fekvő Vámosszabadi község neve is. A két partot korábban komp illetve révhajó kötötte össze. Már az első világháború előtt felmerült egy állandó híd megépítésének ötlete, a trianoni döntés azonban meghiúsította a terveket. Az első bécsi döntés után a Magyarországhoz visszakerült Csallóköz és a Dunántúl között csak a Komáromi hídon lehetett száraz lábbal átkelni. A határrevízió után a kormányzat gyors döntést hozott a Vámosszabadi híd megépítését illetően. 1939-ben a győri Magyar Wagon- és Gépgyár Rt. irányításával kezdődött az építkezés, 1942-ben pedig már az állandó forgalom is megindult a hídon.
A második világháborúban a hidat több támadás is érte. 1944-ben többször is megkísérelték lebombázását, majd egy úszó akna okozott károkat. A kegyelemdöfést a visszavonuló németek adták meg, 1945 márciusában felrobbantották a hidat. Magyarország és Csehszlovákia megállapodása után a híd újjáépítése a magyar fél feladata volt. A híd négy évig tartó újjáépítés után 1973-ban nyílt meg ismét. A helyreállítási munkák költsége 88 millió Ft volt és a Ganz-MÁVAG végezte.

## Műszaki adatok
A híd egy folytatólagos, három nyílású alsópályás, két főtartós rácsos gerendahíd. Két 3,00 m-es közúti sávot és a főtartókon kívül mindkét oldalon járdát hord. A középső, legnagyobb nyílás támaszköze 133 m, a híd teljes hossza 361 m. Az acél rácsos főtartók magassága megközelítőleg 13 m, távolságuk 9,20 m. A híd teljes szélessége 12,40 m. Az acélszerkezet teljes tömege 1660 t.

## Képek

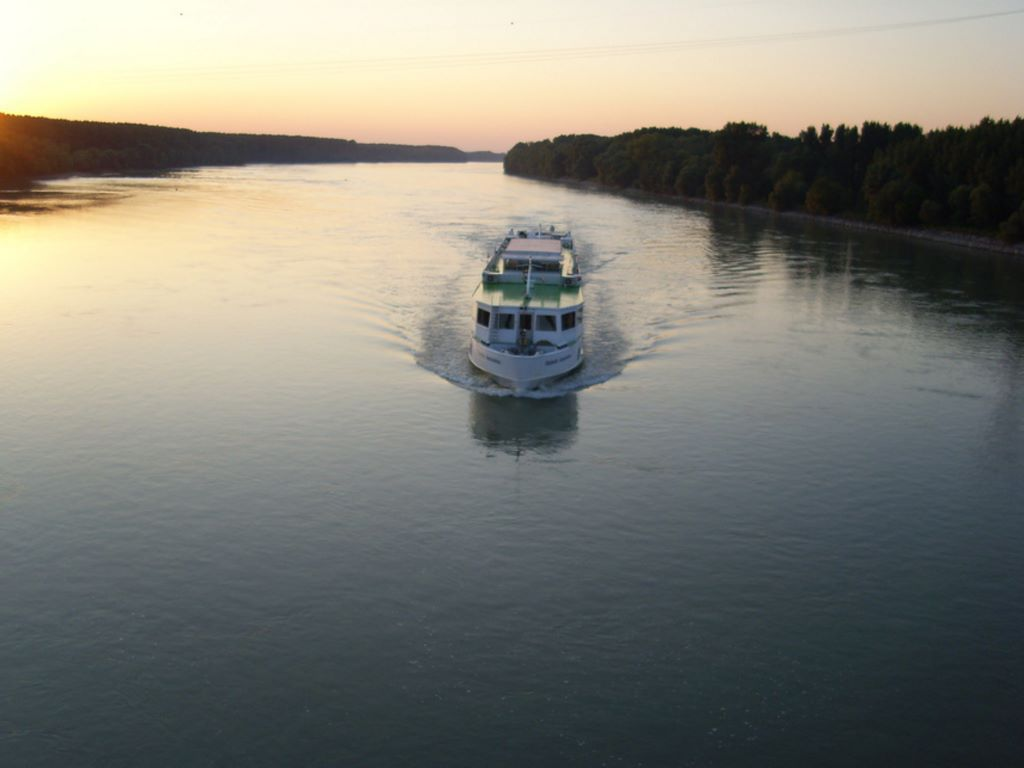
Kilátás a híról
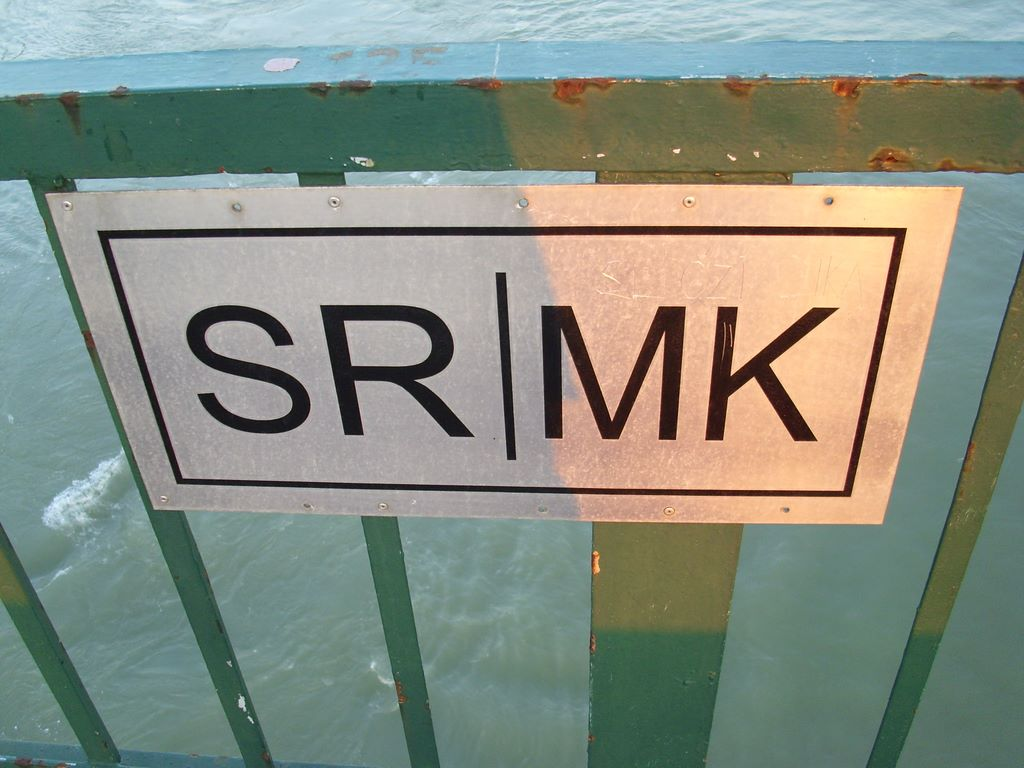
Az államhatár
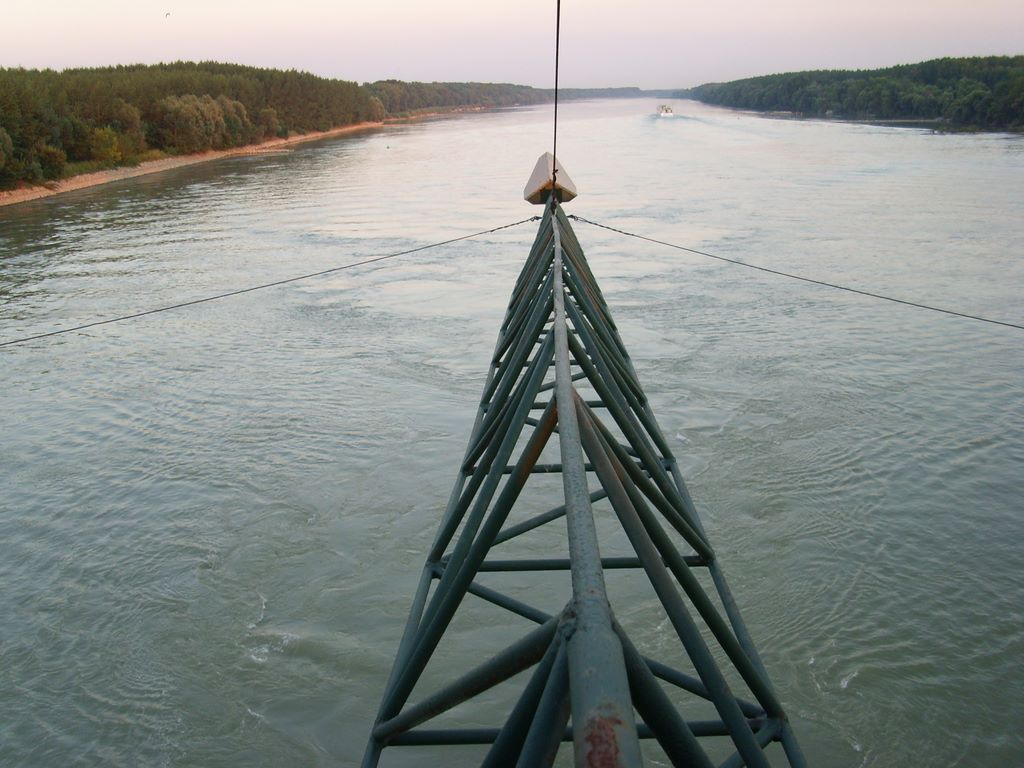
Jelző a hídon
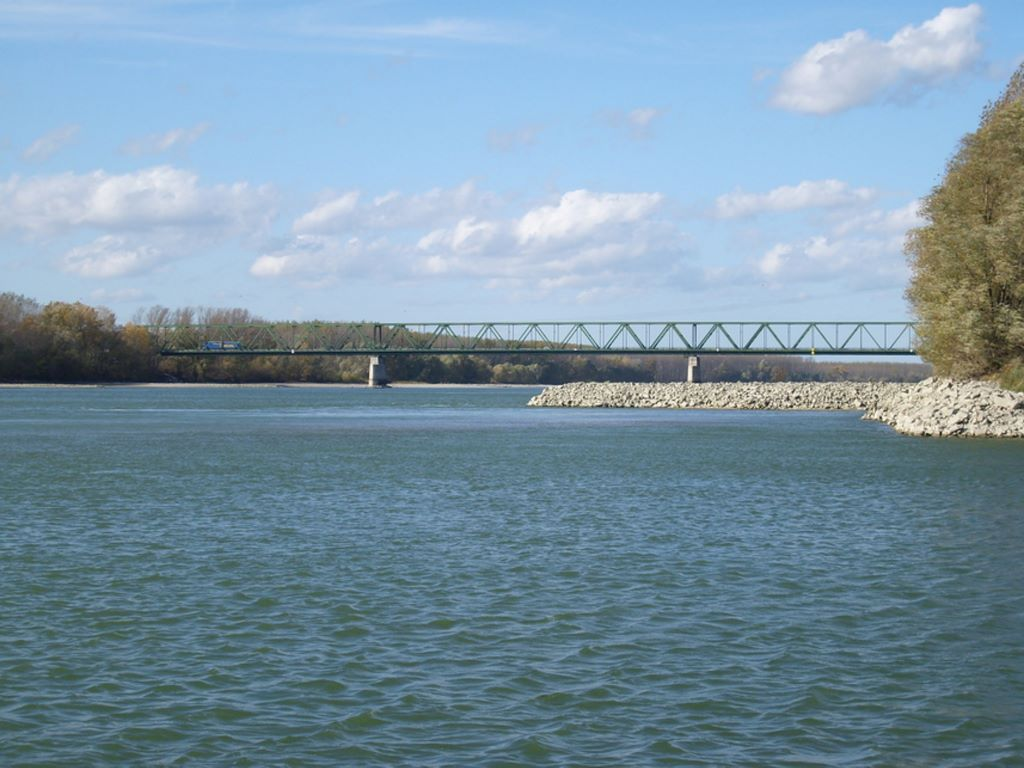
A híd
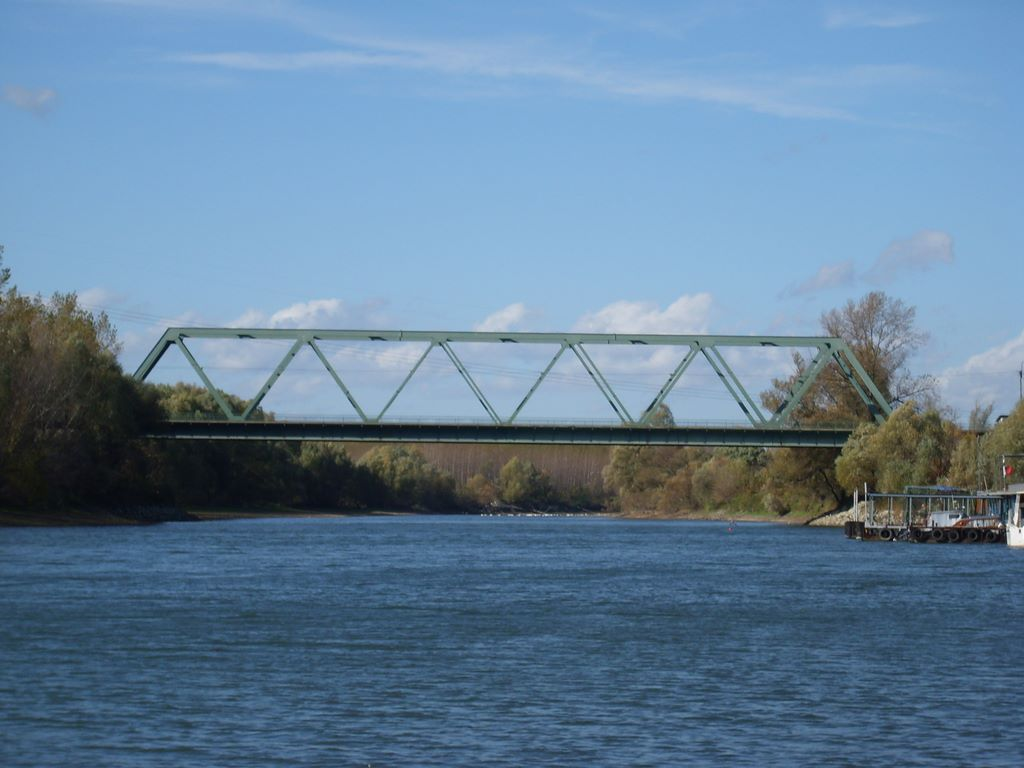
A holtág feletti híd
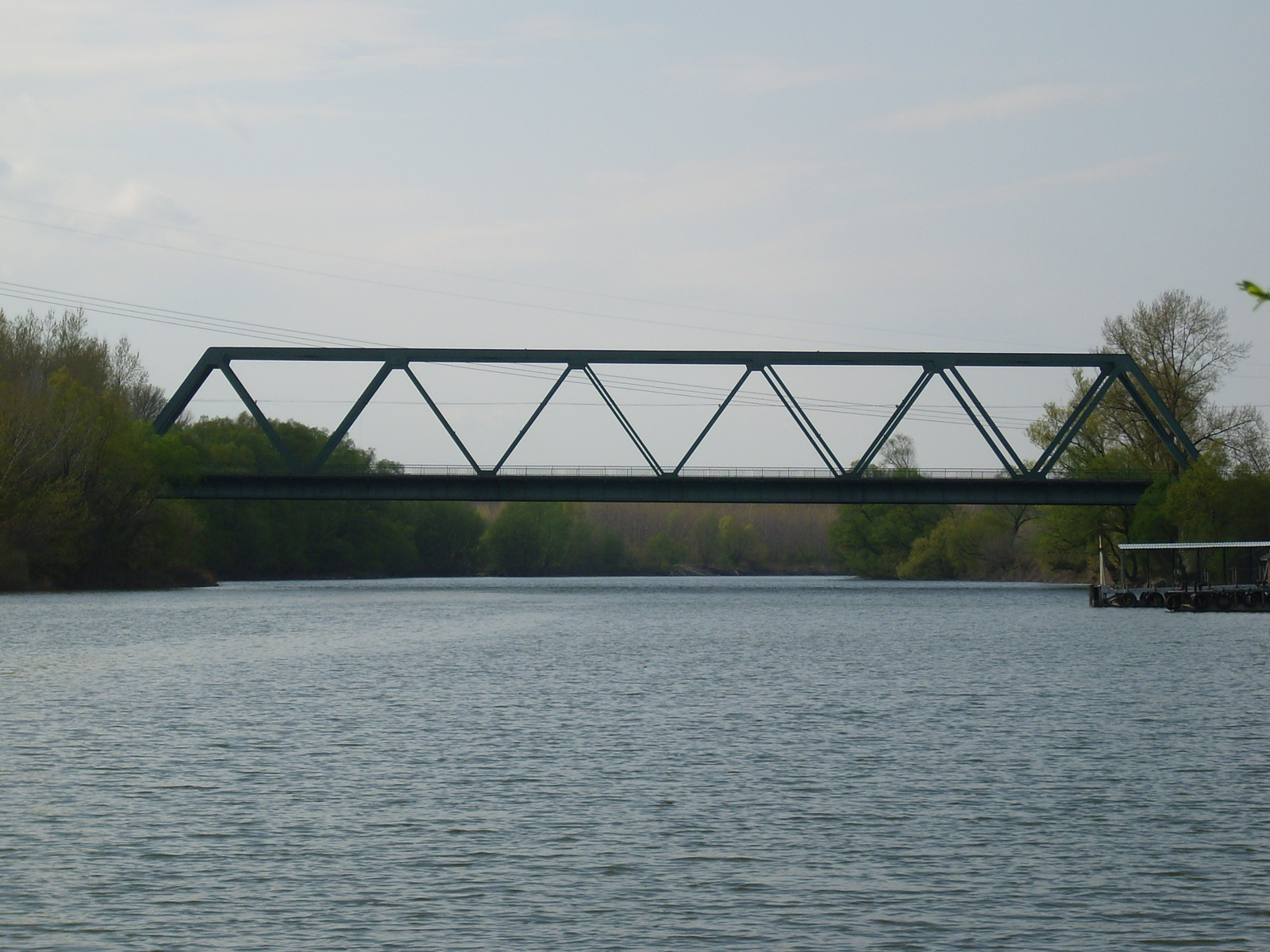
Holtág feletti híd
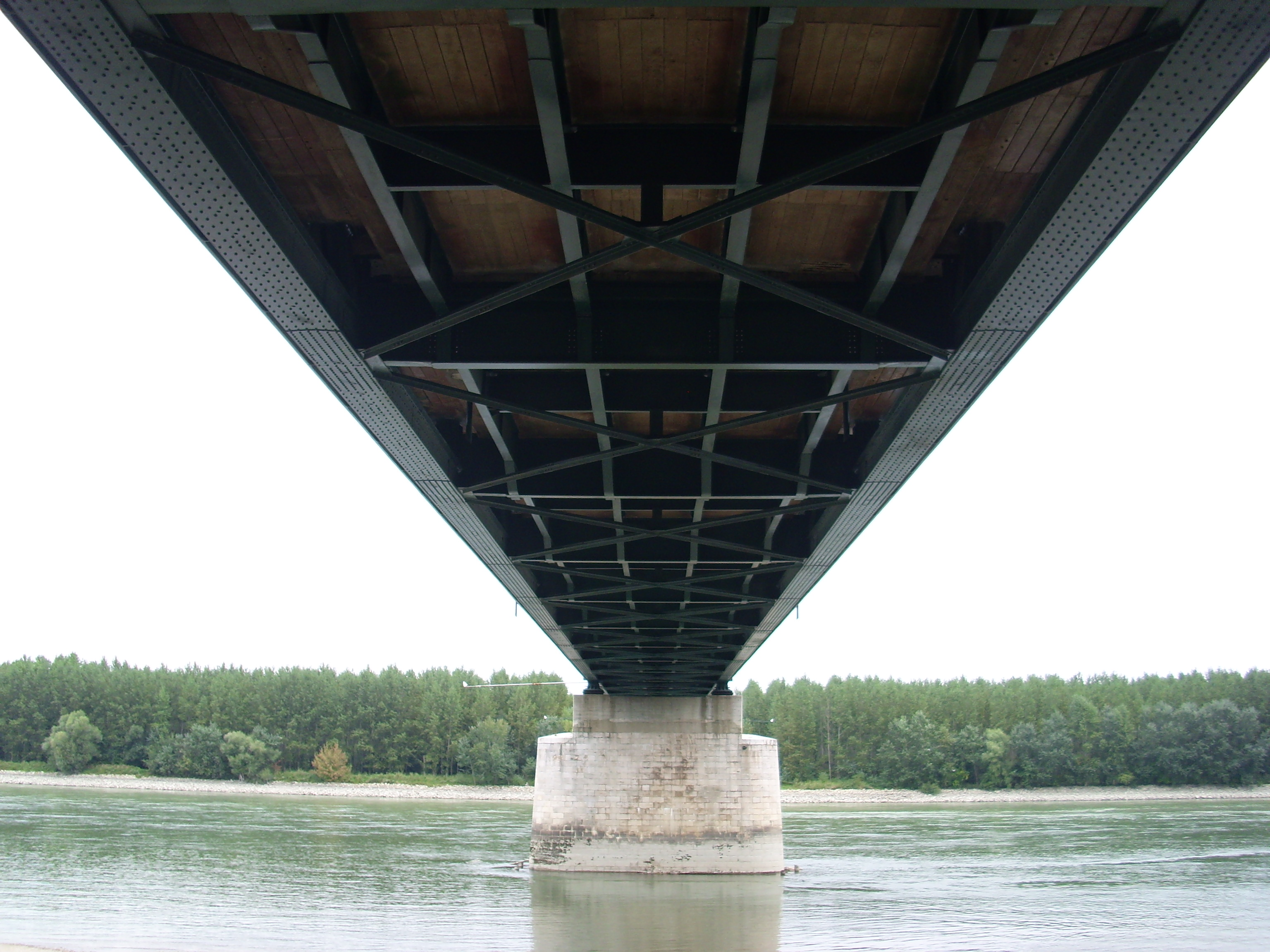
Alulról

## Külső hivatkozások
- A medvei Dunahíd – Képek. Panoramio.com